# ماغي باتسون
ماغي باتسون (بالإنجليزية: Maggie Batson)‏ هي ممثلة أمريكية، ولدت في 7 أغسطس 2003 في Shawnee Mission, Kansas ‏ في الولايات المتحدة.

## وصلات خارجية
- ماغي باتسون على موقع IMDb (الإنجليزية)